# 王烁 (编辑)
王烁，男，现任财新传媒总编辑。曾於1995至1998年担任《人民日报》国际编辑，于1998年加入《财经》至2009年。王烁是《财经》的创始人之一，曾担任《财经》执行主编。

## 教育程度
王爍擁有中国人民大学哲学学士、北京大学哲学硕士学位。他于2003年在福坦莫大学(Fordham University)和北京大学经济研究中心的合作项目中获得EMBA学位，并于2005年获得美国约翰·霍普金斯大学MIPP（国际政治硕士）学位。

## 特殊事件
- 王烁领导的编辑记者团队在国际上屡获殊荣，曾获国际调查报道学会“2003年度杰出国际调查新闻奖荣誉提名奖”；
- 凭借SARS报道，获得哥伦比亚大学新闻学院颁发的“2004年古柯索国际新闻奖荣誉提名奖”；
- 王烁领导的财新传媒作为“独立媒体的先锋”，获得斯坦福大学颁发的2011年度肖伦斯特新闻奖[2]；
- 2007和2008年，两度当选博鳌亚洲论坛青年领袖。
- 2012年，王烁获选世界经济论坛年度“全球青年领袖”[3]；
- 2014年，王烁荣获道富集团亚太区金融机构新闻奖之“杰出机构新闻贡献奖大奖”[4]；
- 2016年，王烁入选“耶鲁世界学者”[5]。